# Bactrocera mutabilis
Bactrocera mutabilis är en tvåvingeart som först beskrevs av May 1952.  Bactrocera mutabilis ingår i släktet Bactrocera och familjen borrflugor. Inga underarter finns listade.